# Joseph Saliste
Joseph Saliste (Tallinn, 10 aprile 1995) è un calciatore estone, difensore del Paide.

## Carriera

### Club
Ha giocato nella massima serie estone.

### Nazionale
Nel 2017 ha giocato tre partite con la nazionale estone.

## Statistiche

### Cronologia presenze e reti in nazionale
| Cronologia completa delle presenze e delle reti in nazionale ― Estonia | Cronologia completa delle presenze e delle reti in nazionale ― Estonia | Cronologia completa delle presenze e delle reti in nazionale ― Estonia | Cronologia completa delle presenze e delle reti in nazionale ― Estonia | Cronologia completa delle presenze e delle reti in nazionale ― Estonia | Cronologia completa delle presenze e delle reti in nazionale ― Estonia | Cronologia completa delle presenze e delle reti in nazionale ― Estonia | Cronologia completa delle presenze e delle reti in nazionale ― Estonia |
| Data                                                                   | Città                                                                  | In casa                                                                | Risultato                                                              | Ospiti                                                                 | Competizione                                                           | Reti                                                                   | Note                                                                   |
| ---------------------------------------------------------------------- | ---------------------------------------------------------------------- | ---------------------------------------------------------------------- | ---------------------------------------------------------------------- | ---------------------------------------------------------------------- | ---------------------------------------------------------------------- | ---------------------------------------------------------------------- | ---------------------------------------------------------------------- |
| 19-11-2017                                                             | Sydney                                                                 | Figi                                                                   | 0 – 2                                                                  | Estonia                                                                | Amichevole                                                             | -                                                                      | 84’                                                                    |
| 23-11-2017                                                             | Port Vila                                                              | Vanuatu                                                                | 0 – 1                                                                  | Estonia                                                                | Amichevole                                                             | -                                                                      | 63’                                                                    |
| 26-11-2017                                                             | Numea                                                                  | Nuova Caledonia                                                        | 1 – 1                                                                  | Estonia                                                                | Amichevole                                                             | -                                                                      | 75’                                                                    |
| 19-11-2024                                                             | Bratislava                                                             | Slovacchia                                                             | 1 – 0                                                                  | Estonia                                                                | UEFA Nations League 2024-2025 - 1º turno                               | -                                                                      | 61’ 71’                                                                |
| 25-3-2025                                                              | Chișinău                                                               | Moldavia                                                               | 2 – 3                                                                  | Estonia                                                                | Qual. Mondiali 2026                                                    | -                                                                      | 52’                                                                    |
| 6-6-2025                                                               | Tallinn                                                                | Estonia                                                                | 1 – 3                                                                  | Israele                                                                | Qual. Mondiali 2026                                                    | -                                                                      | 81’                                                                    |
| 9-6-2025                                                               | Tallinn                                                                | Estonia                                                                | 0 – 1                                                                  | Norvegia                                                               | Qual. Mondiali 2026                                                    | -                                                                      | 84’                                                                    |
| Totale                                                                 |                                                                        | Presenze                                                               | 7                                                                      |                                                                        | Reti                                                                   | 0                                                                      |                                                                        |

## Palmarès

### Club

#### Competizioni nazionali
- Supercoppa di Estonia: 3

Flora Tallinn: 2012, 2014, 2016
- Coppa di Estonia: 3

Flora Tallinn: 2012-2013, 2015-2016
Trans Narva: 2018-2019
- Campionato estone: 2

Flora Tallinn: 2015, 2017